# 闭鞘姜
闭鞘姜（学名：Costus speciosus），又稱絹毛鳶尾，为闭鞘姜科闭鞘姜属下的一个种。它是闭鞘姜属最常見的一個種植种，原產於東南亞和周邊的印度、中國及昆士蘭地區，后來又引种到了西印度群島等世界其他地區。閉鞘薑科(Costaceae)下的植物過去與薑(Zingiber officinale Roscoe)及薑黃(Curcuma longa L.)都屬薑科(Zingiberaceae)植物，現在獨立成閉鞘薑科，其中包含4屬，約200種的植物，多數屬於閉鞘薑屬(Costus)，其他屬成員不多。
其种加词“speciosus”意为“好看的”、“艳丽的”。

## 型態
多年生草本植物，株高1-2公尺。地下有塊狀根莖，橫生。莖基部木質化，莖以螺旋狀彎曲生長。葉互生，無葉柄，螺旋狀排列，長橢圓形或披針形，全緣，下面密披絹毛。穗狀花序頂生；苞片革質，覆瓦狀排列，卵形，淡紅色；小苞片一枚，側生；花冠管短，裂片橢圓形；唇瓣卵形，白色，先端具裂齒，成皺狀緣；雄蕊一枚，具花瓣狀花絲，花藥於花絲前端，基部橙黃。蒴果球形，萼片宿存，質稍硬，紅色，種子黑色。花果期在夏季，花期七至九月，果期十至十二月。

## 参考文献

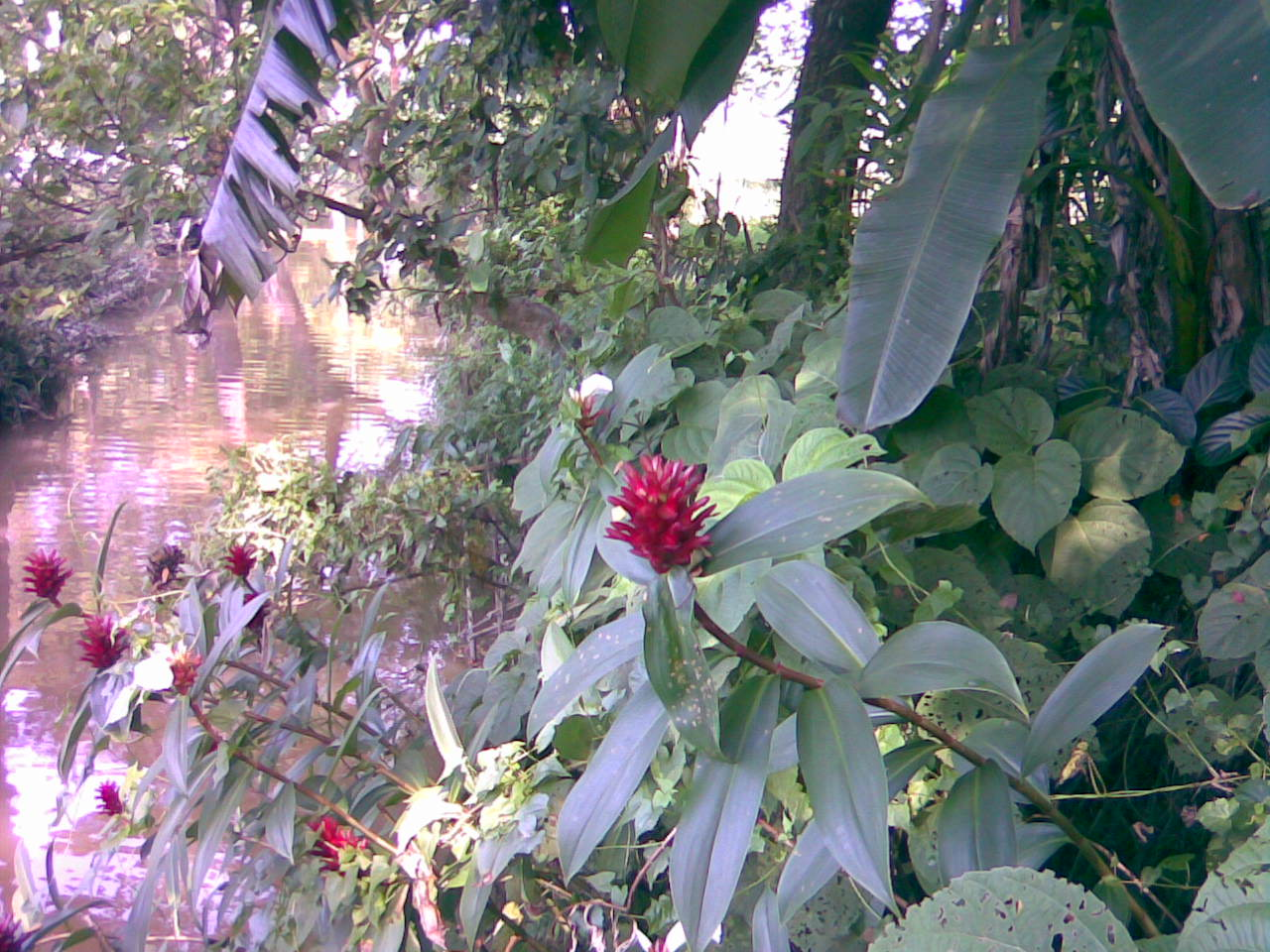
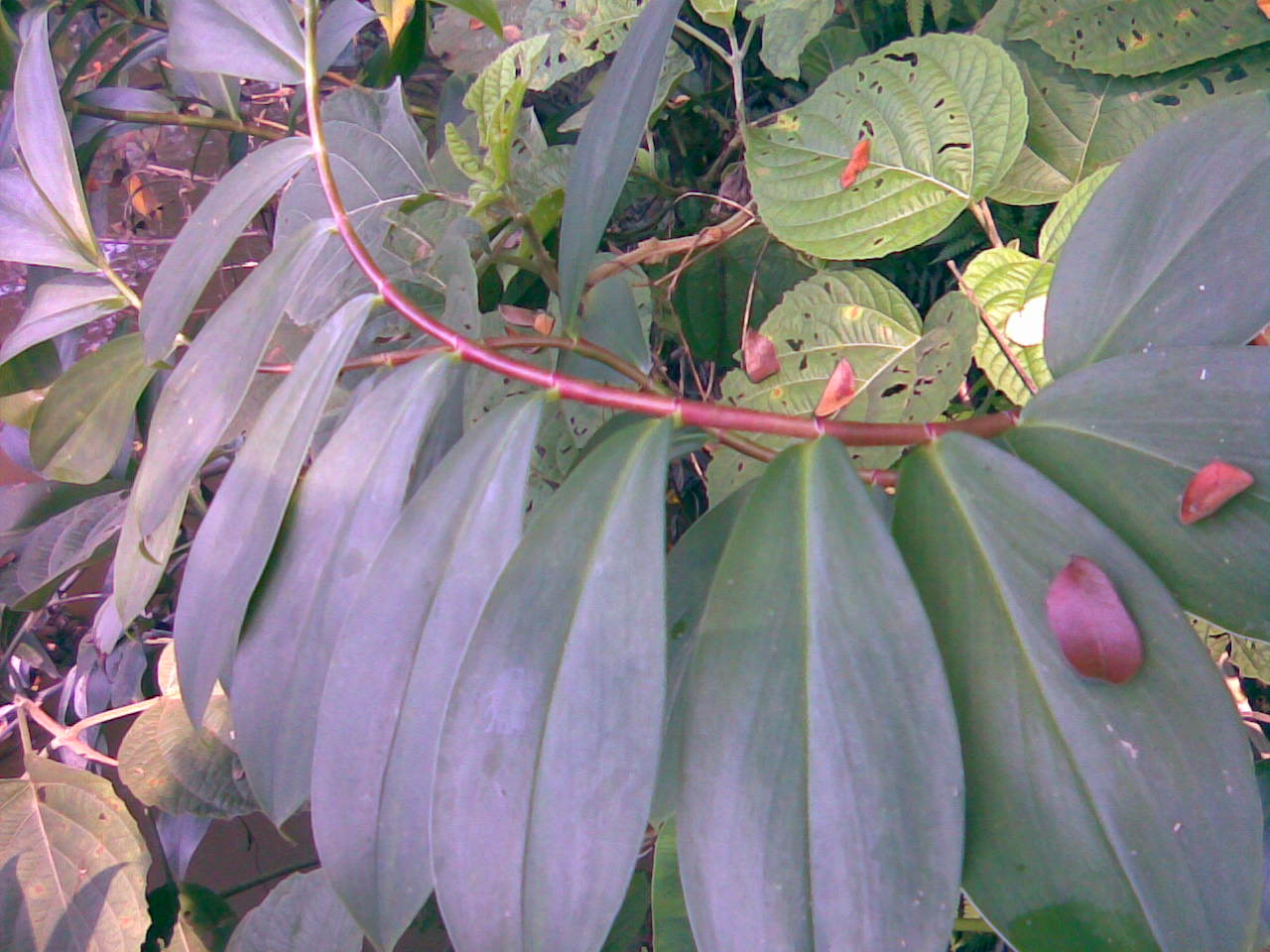
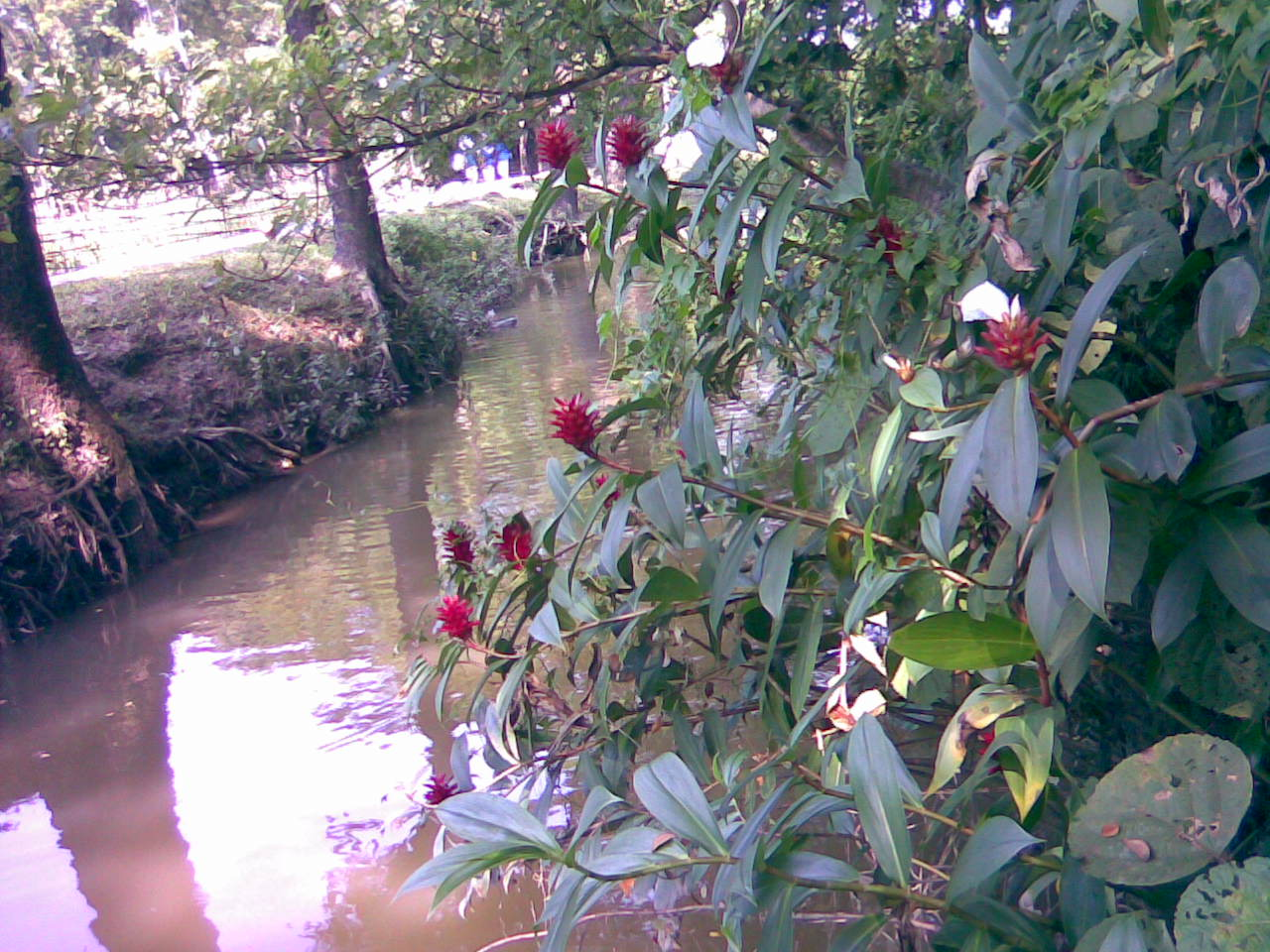
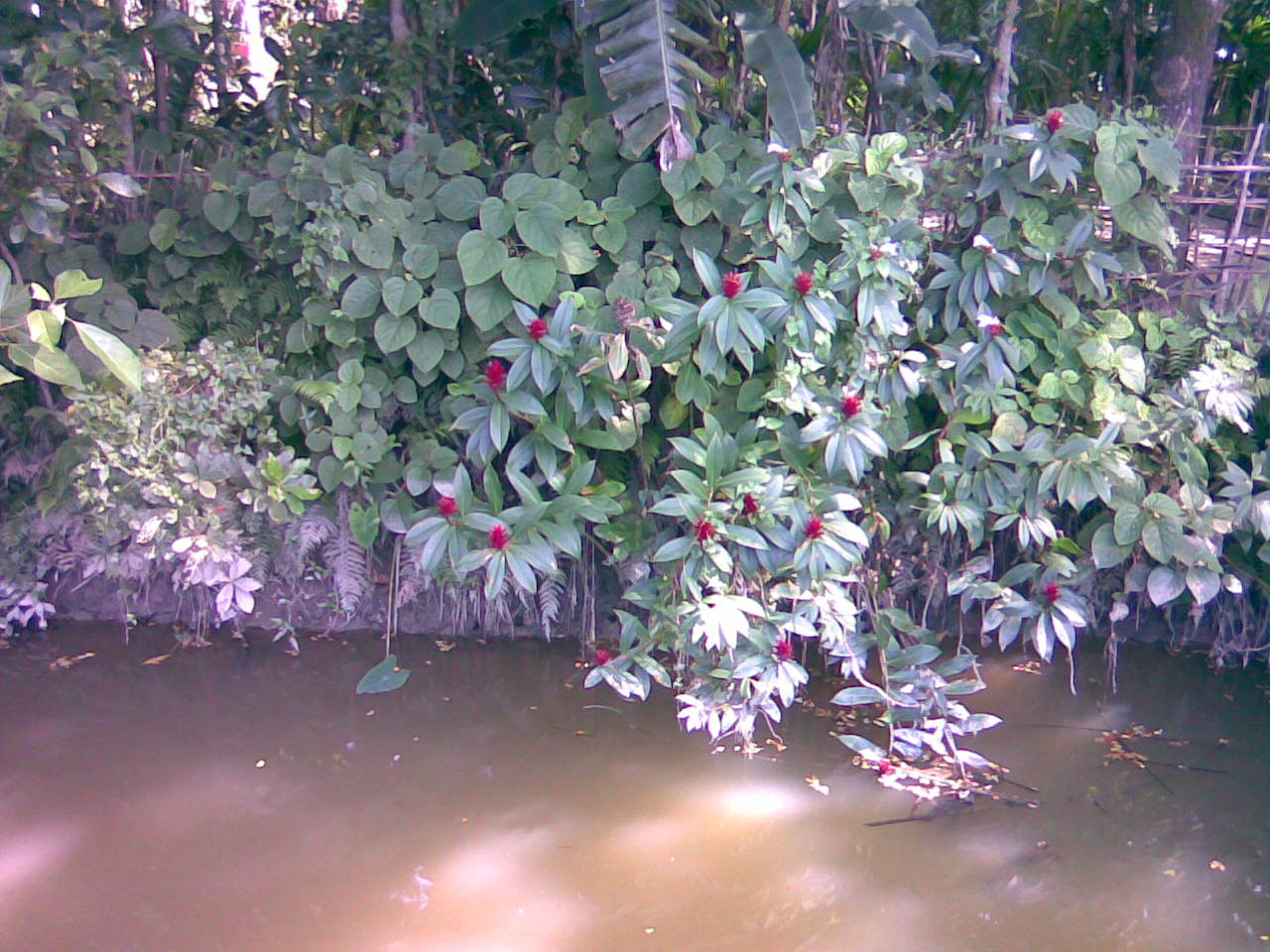
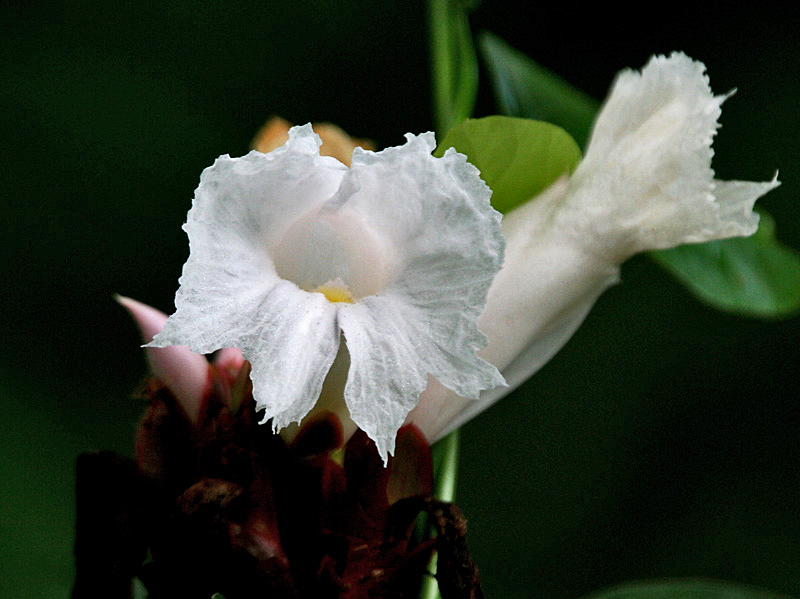
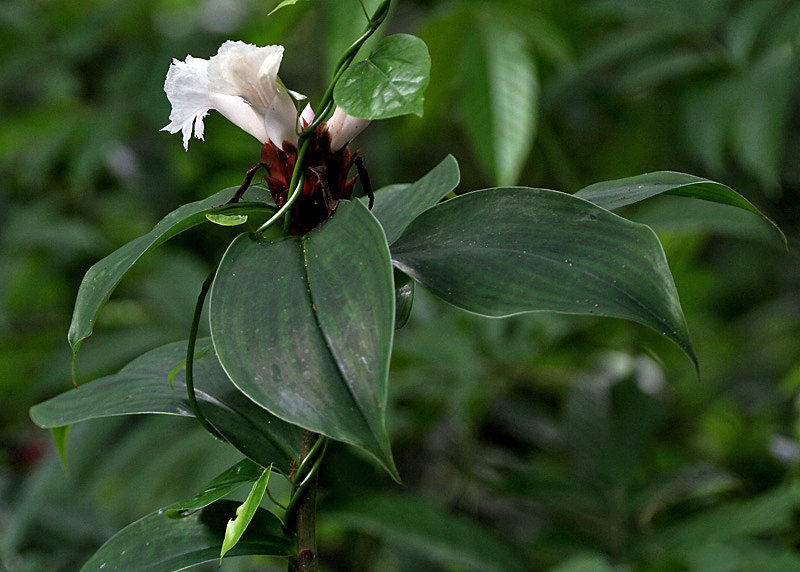
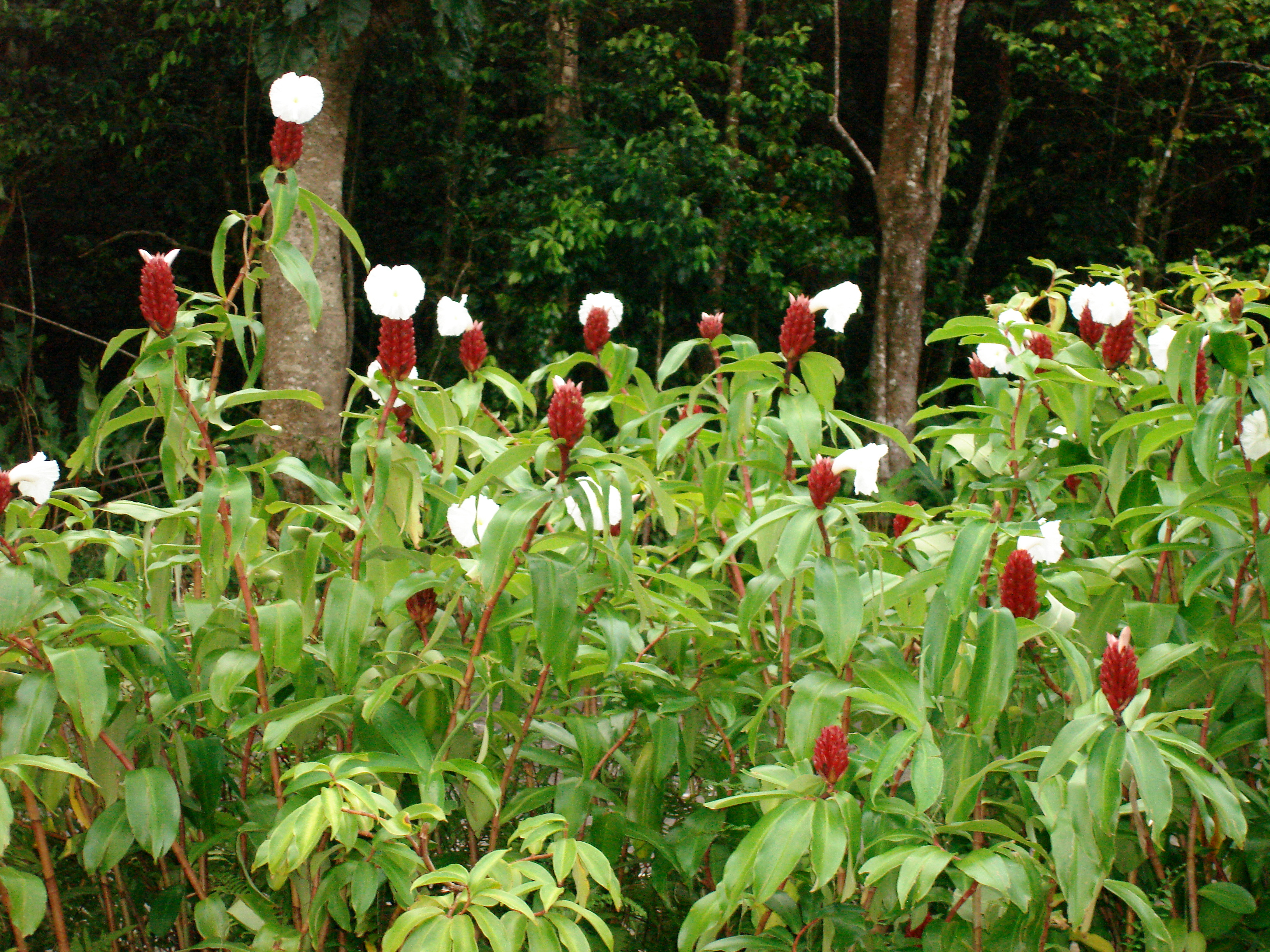
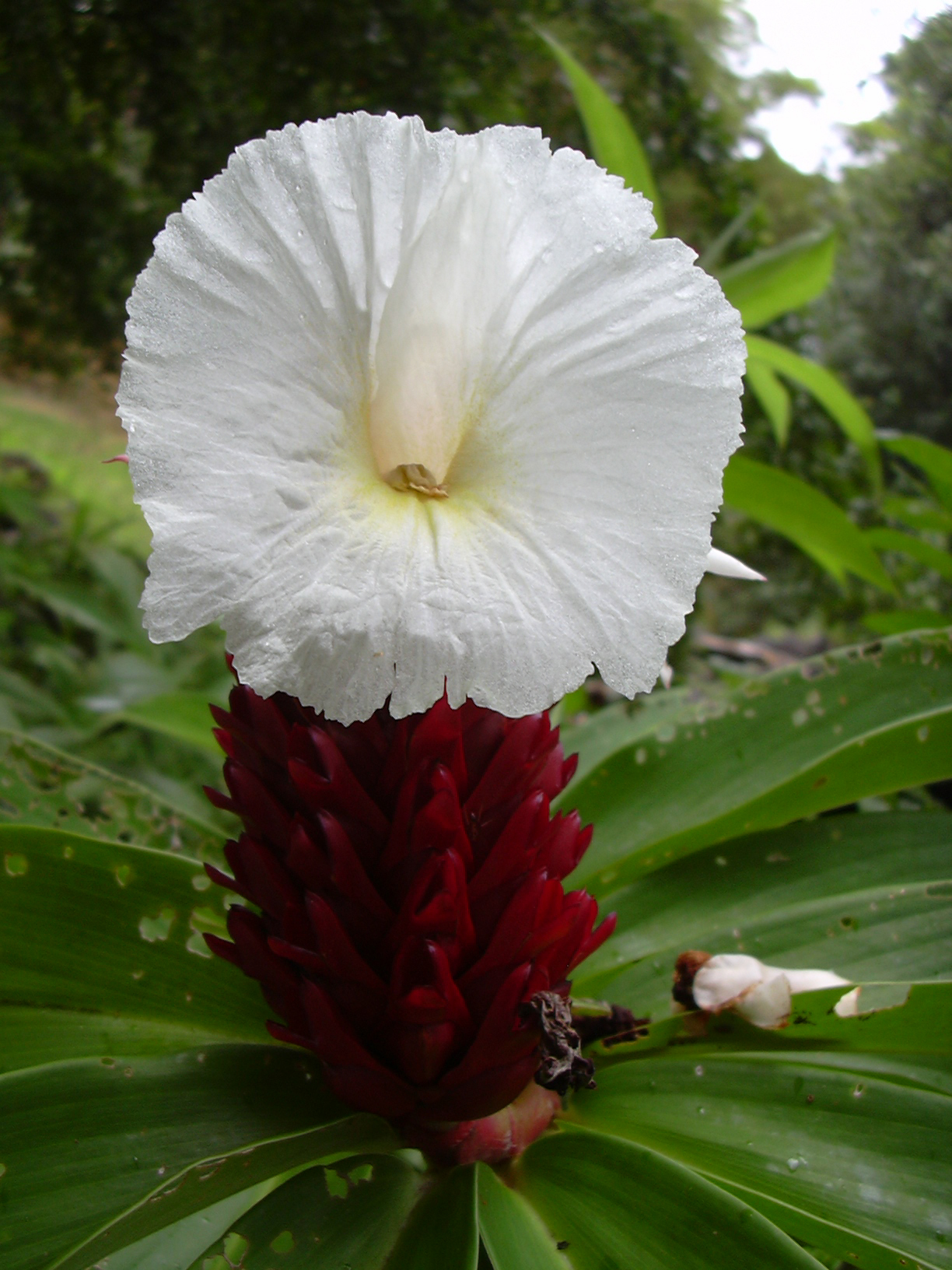

## 樟柳頭（絹毛鳶尾）之中醫藥療效
可利水消腫，拔毒止癢。

## 外部連結
- 薑商陸 Jiang Shang Lu （页面存档备份，存于） 中藥標本數據庫 (香港浸會大學中醫藥學院) （繁體中文）（英文）